# 올리비아 다보
올리비아 다보(Olivia d'Abo, 1959년 1월 15일 ~ )는 잉글랜드의 배우이다.

## 출연 작품
- 파가니니: 악마의 바이올리니스트 - 프림로즈 블랙스톤 역
- 잠자는 숲속의 미녀와 야수 - 탐브리아 여왕 역
- 프리줌드 데드 인 파라다이스
- 로보독 - 미란다 오스틴 역
- 미씽: 사라진 소녀들